# Billy Garrett
 Billy Garrett  (24 d'abril del 1933 a Princeton, Illinois - 15 de febrer del 1999 a Glendale, Califòrnia) fou un pilot estatunidenc de curses automobilístiques. Garrett va córrer a la Champ Car a les temporades 1956-1958 incloent-hi la cursa de les 500 milles d'Indianapolis dels anys 1956 i 1958.

## Resultats a la Indy 500
| Any    | Cotxe  | Sortida | Vel. mitja | Ranking | Final  | Voltes | V. líder | Retirat    |
| ------ | ------ | ------- | ---------- | ------- | ------ | ------ | -------- | ---------- |
| 1956   | 41     | 29      | 140.559    | 30      | 16     | 194    | 0        | A 6 voltes |
| 1958   | 43     | 15      | 142.778    | 22      | 21     | 80     | 0        | Motor      |
| Totals | Totals | Totals  | Totals     | Totals  | Totals | 274    | 0        |            |

| Curses       | 2 |
| Poles        | 0 |
| Voltes líder | 0 |
| Victòries    | 0 |
| Top 5        | 0 |
| Top 10       | 0 |
| Retirades    | 1 |

## A la F1
El Gran Premi d'Indianapolis 500 va formar part del calendari del campionat del món de la Fórmula 1 entre les temporades 1950 a la 1960.
Els pilots que competien a la Indy durant aquests anys també eren comptabilitats pel campionat de la F1.
Billy Garrett va participar en 5 curses de F1, debutant al Gran Premi d'Indianapolis 500 del 1956.

### Palmarès a la F1
- Participacions: 2
- Poles: 0
- Voltes Ràpides: 0
- Victòries: 0
- Pòdiums: 0
- Punts vàlids per la F1: 0